# Gammelgårdstjärnarna (Jörns socken, Västerbotten, 724477-169064)
Gammelgårdstjärnarna är en sjö i Skellefteå kommun i Västerbotten och ingår i Byskeälvens huvudavrinningsområde.